# Metilarsonato reduttasi
La metilarsonato reduttasi è un enzima appartenente alla classe delle ossidoreduttasi, che catalizza la seguente reazione:
metilarsonato + 2 glutatione ⇄ metilarsonito + glutatione disolfuro + H2O
Il prodotto, Me-As(OH)2 (acido metilarsonoso), è metilato biologicamente dalla arsenito metiltransferasi (numero EC 2.1.1.137), per formare acido cacodilico (acido dimetilarsinico).